# Hednota panteucha
Hednota panteucha là một loài bướm đêm trong họ Crambidae.